# Arsen Borisovič Kocoev
Arsen Borisovič Kocoev (in osseto: Коцойты Бибойы фырт Арсен; in russo Арсен Борисович Коцоев?; Gizel, 15 gennaio 1872 – Vladikavkaz, 4 febbraio 1944) è stato uno scrittore e traduttore russo, fra i fondatori della prosa osseta, che ha avuto una grande influenza sulla formazione della lingua osseta moderna e sui suoi stili funzionali.
Ha contribuito a tutti i primi periodici in osseto, come uno dei più famosi pubblicisti osseti.
A Kocoev sono state dedicate strade a Vladikavkaz ed a Beslan. Le opere principali di Kocoev fanno parte integrante dei programmi scolastici di letteratura osseta.

## Biografia
Kocoev nacque in una famiglia povera nella campagna osseta (nel villaggio di Gizel, vicino a Vladikavkaz). All'età di nove anni entrò nella scuola locale. Lì poté trovare una grande quantità di libri e poté ampliare la sua formazione con la lettura. Dopo la scuola Kocoev studiò al seminario ortodosso di Ardon. Una malattia improvvisa costrinse il giovane ad abbandonare il seminario. Tornò al villaggio e cominciò a scrivere brevi articoli per i quotidiani del Caucaso settentrionale. Lavorò anche come insegnante presso la scuola locale.
Nel 1902 prese parte alle rivolte a Gizel; questo causò la sua espulsione dalla regione. Scelse di andare a sud, nell'Ossezia meridionale, dove continuò ad insegnare ed a scrivere saggi e racconti.
Nel 1910 cominciò a pubblicare una rivista chiamata Æфсир (traslitt. Æfsir, "Spiga di frumento"). La rivista ebbe solo 14 numeri, ma ebbe un impatto immenso sulla letteratura e sul giornalismo osseti. Molte delle opere principali della letteratura osseta furono pubblicati per la prima volta su Æfsir.
Nel 1912 Kocoev giunse a San Pietroburgo, dove lavorò in molti posti, compreso il famoso giornale di Lenin, la Pravda. Kocoev conosceva il russo, e ciò gli permetteva di lavorare come correttore di bozze in giornali in lingua russa.
Dopo la Rivoluzione d'ottobre, Kocoev diventò molto famoso. Lavorò per svariati quotidiani e periodici, nell'istruzione, ecc. Morì a Vladikavkaz e fu sepolto nel cortile del museo della letteratura.

## Stile e temi
La maggior parte dei racconti di Kocoev sono tragici. La trama parla spesso delle tradizioni montanare, come la vendetta, l'irad (dote), le superstizioni popolari, ecc. Arsen Kocoev scrisse molto sulla situazione delle persone provenienti da una cultura tradizionale nel nuovo mondo orientato verso l'Europa e sul destino di un montanaro in una grande città.
Kocoev fu anche un traduttore, soprattutto delle storie di Puškin, che tradusse in osseto.